# Terapia Miofunzionale Orofacciale
La terapia miofunzionale orofacciale (Myo Functional Therapy, MFT)  è un programma educativo e rieducativo delle disfunzioni del cavo orale incentrato sull'applicazione di stimoli funzionali per ristabilire l'equilibrio muscolare nelle dismorfosi dento-maxillo-facciali (vedi dismorfismo) trattati in alcuni casi anche mediante dispositivi orali. Questo tipo di terapia fu descritta per la prima volta nel 1918 dall'ortodontista americano Alfred Paul Rogers, padre di tale disciplina, presso l'American Society of Orthodontists.
Nonostante questo approccio terapeutico abbia avuto origine nei primi anni del Novecento, solo recentemente si sta diffondendo come pratica clinica per la cura di tutte le disfunzioni del cavo orale, pertanto solo recentemente sono stati prodotti, validati e standardizzati dei test specifici per la valutazione delle strutture coinvolte per bambini e adulti.
Le disfunzioni trattate mediante questo tipo di terapia sono principalmente le disfunzioni della deglutizione, l'alterazione del tono muscolare oro-facciale, i vizi orali, le apnee notturne ostruttive e la respirazione orale.
In seguito all'applicazione di questa terapia ai disturbi precedentemente citati è stato notato il suo effetto sul miglioramento del tono muscolare e per uniformare l'assetto rispetto agli assi di simmetria dei muscoli facciali, portando questa pratica clinica allo sviluppo di un'applicazione naturale e non invasiva di tale terapia al trattamento dei difetti estetici e in particolare del ringiovanimento facciale, che punta alla prevenzione e alla riduzione delle rughe e dei segni si espressione.
La deglutizione, la respirazione (vedi ventilazione), la masticazione e l'articolazione del linguaggio sono tutte funzioni che concorrono ad attivare il distretto buccale, dunque sono indipendenti tra loro. Quindi qualsiasi cattiva abitudine e/o patologia a carico di una di queste funzioni porterà o sarà caratterizzata inevitabilmente da uno squilibrio neuromuscolare.
Per tale motivo è necessario trattare questo tipo di problematiche in un'équipe multidisciplinare composta da professionisti che si occupano in modo specifico della salute della bocca. 
Le figure di riferimento principali per l'applicazione di tale terapia sono: odontoiatri, ortodontisti, logopedisti, pediatri, chirurghi maxillo-facciali, foniatri e otorinolaringoiatri.

## Storia
Nel XVII secolo si ebbe uno sviluppo della ginnastica in tutta Europa, in particolare ci fu la tendenza a una ginnastica di tipo medico e/o correttiva che aveva come obiettivo primario il miglioramento fisico in generale e posturale. La diffusione di questo tipo di ginnastica incentrato sul riequilibrio della muscolatura contribuì allo sviluppo dello stesso concetto sulla muscolatura orale e periorale arrivando alla fine del 1800 a definire il rapporto esistente tra forma e funzione. Se ne concluse che la funzione modella e dirige la crescita ossea.
In Italia questo tipo di trattamento giunse alla ribalta a metà del Novecento presso l'Università di Torino, di Milano e Bologna ma riscosse un notevole interesse durante gli anni 1980 in cui furono condotte numerose ricerche cliniche sull'applicazione.

## Diagnosi e casi di applicazione della TMF
La TMF è applicata al disequilibrio delle strutture oro-buccali che è dovuto, nella maggior parte dei casi, alla presenza di condizioni o atteggiamenti che impattano negativamente sullo sviluppo della cavità buccale e lo svolgimento delle funzioni orali.
I parametri di maggior rilievo per effettuare la diagnosi sono l'aspetto e la postura di labbra, guance, lingua e mascellari, la mobilità e le funzioni svolte da questo distretto.
Questa terapia mira alla risoluzione di deficit diversi in base all'età del soggetto.
Nell'età evolutiva mira a:
- Eliminare i vizi orali
- Impostare una deglutizione da adulto
- Favorire una normale crescita e funzionalità della muscolatura facciale
- Ristabilire o impostare nuovi schemi motori in sostituzione di quelli deviati
- Prevenire o correggere problemi articolatori di linguaggio
- Aiutare la terapia ortodontica
- Prevenire problemi di assetto posturale

Nell'età adulta mira a:
- Eliminare i vizi orali o parafunzioni (bruxismo)
- Ristabilire o impostare nuovi schemi motori in sostituzione di quelli deviati
- Prevenire o correggere le difficoltà articolatorie durante la fonazione
- Aiutare la terapia ortodontica
- Prevenire problemi di assetto posturale, dolori miofacciali o all'ATM
- Preparare il paziente a un intervento di chirurgia orale.

## Disturbi e disfunzioni trattati dalla TMF
L'alterazione del tono muscolare oro-facciale consiste, nella maggior parte dei casi, in un deficit di forza e/o di competenza della muscolatura facciale. La coordinazione e la forza muscolare sono di fondamentale importanza soprattutto nella prima infanzia per lo sviluppo del complesso dento scheletrico. Dunque un deficit di tale competenza porta a un'alterazione del distretto bocco-facciale con la comparsa di dismorfosi o modifiche dell'assetto muscolare.
La terapia miofunzionale orofacciale permette dunque di correggere o migliorare le seguenti disfunzioni orali: 

### Deglutizione disfunzionale
La deglutizione disfunzionale, o deglutizione atipica, è un disturbo che comporta delle alterazioni nel normale svolgimento della deglutizione; se infatti durante la fase della dentizione mista è considerato normale trovare un certo livello di variabilità, è indispensabile che con la dentatura permanente la deglutizione acquisisca le seguenti caratteristiche:
- la punta della lingua si posiziona sulla papilla retroincisiva, mentre il dorso si appoggia al palato duro;
- la base della lingua forma un angolo di 45 gradi rispetto al velo palatino;
- il muscolo mentale e il muscolo orbicolare rimangono passivi (nel caso del muscolo orbicolare si possono avere contrazioni modeste).
Delle modifiche a queste modalità nell'adulto possono essere ricondotte al passaggio mancante o incompleto dalla deglutizione neonatale a quella adulta, che può essere determinato da diverse cause:
- Allattamento artificiale protratto: l'uso del biberon facilita il flusso passivo del latte nella bocca del neonato e riduce l'attività muscolare normalmente necessaria durante la suzione; per evitare il soffocamento in caso di flusso eccessivo la lingua del neonato si posiziona più avanti per meglio controllarlo.
- La fruizione di alimenti che non favoriscano il rimodellamento osseo di cranio, bocca e mandibola (cibi di scarsa consistenza, o anche di eccessiva consistenza nel caso in cui il neonato venga svezzato precocemente).
- Mancanza di coordinazione muscolare o sinaptica.
- I cosiddetti “vizi orali”: suzione del pollice, suzione delle labbra, ecc.
- Patologie infiammatorie delle via aree che costringono la lingua in una posizione differente per permettere la respirazione altrimenti impedita.
- Patologie di ordine generale di tipo genetico o acquisito.
- Alterazioni anatomiche locali: labbro leporino, lingua ingrossata, frenulo anormale, ecc.

#### Deglutizione disfunzionale primaria e secondaria
Si parla di deglutizione disfunzionale primaria quando l'anomalia è causata dalla spinta inusuale della lingua, che porta a uno sviluppo atipico delle strutture ossee.
Si parla invece di deglutizione disfunzionale secondaria quando l'anomalia nell'atto deglutitorio è causata da un'alterazione anatomica alla quale il soggetto ha dovuto adattarsi.
A seconda del tipo di disfunzione riscontrata, e quindi del tipo di spinta linguale, sono stati classificati otto tipi di pattern occlusali:
- Tipo 1a: la lingua spinge sugli incisivi superiori dall'interno provocandone lo spostamento in avanti (vestibolarizzazione), senza però influire sulla muscolatura della bocca.
- Tipo 1b: la lingua spinge su incisivi superiori e inferiori, spostando questi ultimi in avanti; la muscolatura risulta sottosviluppata.
- Tipo 2: la lingua si posiziona tra arcata superiore e inferiore, spingendo sui denti e impedendo la chiusura corretta della bocca; i muscoli massetere e orbicolare risultano deboli, mentre quello mentale risulta più forte, poiché contraendosi tenta di sigillare la bocca durante la deglutizione.
- Tipo 3: la lingua va a posizionarsi nuovamente tra le arcate, ma questa volta ostacola l'eruzione degli incisivi inferiori; il massetere risulta normale, l'orbicolare risulta debole e il mentale risulta maggiormente sviluppato.
- Tipo 4: la lingua spinge contro incisivi superiori e inferiori come nel tipo 1a, ma si ha in questo caso la vestibolarizzazione di tutto il gruppo frontale; il massetere risulta normale nel caso in cui vi sia un contatto occlusale posteriore, l'orbicolare risulta più debole mentre il mentale risulta più forte.
- Tipo 5: la lingua rimane in posizione abbassata, portando alla vestibolarizzazione degli incisivi inferiori, mentre quella degli incisivi superiori è impedita da un muscolo orbicolare molto sviluppato; i muscoli massetere e mentale risultano normali.
- Tipo 6: la lingua si posiziona in uno spazio orizzontale di circa 2 mm tra incisivi superiori e inferiori; non comporta anomalie nelle arcate dentarie, ma rende i muscoli massetere e orbicolare più deboli mentre il muscolo dentale resta normale.
- Tipo 7: la lingua spinge nella zona tra primo molare e incisivo laterale creando una beanza (uno spazio) tra le arcate (si parla di morso aperto momolaterale) e impedendo l'eruzione dentale; il massetere risulta ipotonico.
- Tipo 8: la lingua agisce allo stesso tempo come forza di movimento e di impedimento, e si ha come risultato il “morso aperto bilaterale”, con una buona occlusione del settore anteriore e un muscolo massetere poco tonico.

#### Diagnosi e terapia della deglutizione atipica
Il trattamento primario per rimediare alla deglutizione atipica consiste nella ricostruzione del comportamento neuromuscolare fallace attraverso la terapia miofunzionale. Questa è costituita da una serie di esercizi mostrati in studio dal medico al paziente, il quale dovrà poi eseguirli anche a casa.
Questi esercizi hanno lo scopo di:
- far prendere al paziente coscienza corporea degli atti legati alla deglutizione;
- migliorare le capacità propriocettive dell'area interessata (vedi propriocezione);
- aumentare (o a seconda del genere di disfunzione, diminuire) il tono muscolare;
- trasferire al livello del subconscio le nuove modalità di deglutizione apprese.

Oltre agli esercizi (che prevedono contrazioni muscolari statiche o dinamiche, e che variano in tipo, numero di ripetizioni e intensità in modo personalizzato) fanno parte della terapia anche massaggi preparatori sui tessuti interessati, definiti “massaggi miofasciali”, utilizzati in particolare quando si hanno casi di muscoli ipertonici e contratture.
Gli esercizi assegnati al paziente hanno lo scopo di trasformare la fase “inconsapevole” della deglutizione (la prima fase, ovvero la fase orale) in un atto consapevole e volontario; una volta che il paziente ha appreso queste procedure il terapista dovrà fare in modo che questo le faccia mutare da un atto volontario a un atto involontario, andando a sostituire le modalità fallaci precedentemente messe in atto.
È importante chiarire che un iter complesso come quello della deglutizione non può essere modificato senza la completa dedizione di paziente e terapista; l'esecuzione di qualche esercizio senza costanza e una meticolosa pianificazione non può portare a nessun cambiamento, ma solo alla frustrazione di paziente e operatore.

### Vizi orali
I vizi orali sono delle abitudini alterate dei comportamenti a livello del cavo orale, generalmente manifestati nella prima infanzia che possono determinare modificazioni funzionali e morfologiche. Tra i più comuni comportamenti di questo tipo troviamo:
Suzione protratta del pollice o del succhietto: il succhiamento di per sé è un riflesso innato messo in atto dal bambino, un'esigenza primaria che garantisce il naturale sviluppo psico-fisico e consente l'allattamento. Questa abitudine favorisce lo sviluppo della sfera emotiva del bambino, il rilassamento e il sonno, ed è in grado di diminuire la tensione ricordando il contatto materno. Quando tale comportamento però si protrae nel tempo oltre la finestra temporale dei due/tre anni di età può portare ad alterazioni della muscolatura orofacciale e delle strutture ossee e dentali come: malocclusioni dentarie, morso aperto, overjet e palato stretto. 
Parafunzioni autolesive: comportamenti di mordicchiamento e rosicchiamento di distretti anatomici (labbra, guance unghie) o per interposizione di matite o penne di carattere nevrotico che producono effetti negativi sull'apparato stomatognatico come morso aperto e abrasioni dentali.

#### Terapia vizi orali
Il tipo di trattamento proposto per questo tipo di disturbi vari notevolmente da caso a caso in quanto deve essere valutato in primo luogo il danno scheletrico e/o funzionale che tale comportamento sta generando ed è inoltre fondamentale porre l'attenzione sulla problematiche di natura neupsichiatrica sottostante.
I metodi di terapia solitamente usati variano in base all'età di sviluppo e sono incentrati su: 
- Riduzione del carico psichico
- Sostituzione di succhietto/pollice con uno di tipo anatomico
- Dispositivi endorali
- Massaggi orofacciali
- Cambio di alimentazione con passaggio ai cibi solidi

### Anomalie di respirazione
Vedi respirazione orale e apnea notturna.

### Alterata articolazione verbale
L'alterazione articolatoria verbale può essere dovuta a un alterato allineamento dei denti e/o delle arcate, sono dunque in stretta correlazione in quanto l'una favorisce lo sviluppo e l'attività dell'altra. Tra le più comuni alterazioni dei fonemi nei bambini troviamo quelle a carico della /s/ e della /z/ in quanto tra gli ultimi fonemi a comparire nell'inventario fonetico, è possibile però riscontrare altre forme di alterazioni verbali nell'adulto.

#### Terapia articolazione alterata
La diagnosi e il trattamento di tale disfunzione deve quindi tener conto dello sviluppo fonetico e dell'equilibrio endorale proprio del paziente trattato. Il trattamento di tale alterazione si basa su vari aspetti come la stimolazione sensoriale, esercizi isometrici e isotonici, impostazione di una buona coordinazione pneumo-fonica e dell'assettoposturale.

### Disordini tempomandibolari e terapia
Il termine di origine inglese (temporomandibular disorders TMD) sottintende una serie di affezioni muscolo-scheletriche dei muscoli masticatori e dell'articolazione temporomandibolare. Riconosciuti per insorgenza di sintomi dolorifici lievi localizzati che tendono ad aumentare di intensità se sollecitati dalla funzione protratta nel tempo o di forte intensità. Il trattamento è incentrato in primo luogo sulla riduzione del dolore e sul ripristino del corretto tono muscolare, attraverso esercizi di rilassamento e l'uso di dispositivi notturni (sempre prescritti dalla figura medica di riferimento).

### Bruxismo e terapia
È l'attività parafunzionale dei muscoli masticatori che porta al digrignamento dei denti (durante lo ore notturne o diurne) producendo un rumore stridulo e generando nel corso del tempo un'erosione degli strati della dentatura. Il trattamento di tale patologia prevede l'intervento congiunto dell'odontoiatra, del logopedista e del fisioterapista.  

### Frenulo linguale alterato e terapia
Condizione che si può verificare già dalla nascita in cui il frenulo (tessuto che congiunge la lingua al basamento della cavità orale) linguale prende un'inserzione anteriorizzata verso l'apice della lingua riducendo la motilità linguale all'interno del cavo orale. Solitamente tale situazione condiziona i movimenti linguali, in particolare quello di protrusione e di elevazione, compromettendo le funzioni di suzione, deglutizione, respirazione e articolazione e generando una serie di effetti a cascata sullo sviluppo e la crescita dell'individuo e del distretto maxillo-facciale.
Il trattamento di tale malformazione è spesso risolto con una recisione di tipo chirurgico associata in seguito al trattamento logopedico pre e post-chirurgico di tipo miofunzionale.

### Logopedia estetica e terapia
In seguito alla diffusione di pratiche estetiche, talvolta invasive, volte al benessere, al recupero della giovinezza e al miglioramento dell'apparenza si è sentita l'esigenza di dare un'alternativa naturale e non invasiva a questa necessità sempre più pressante. Da qui nasce e si sviluppa la logopedia estetica che affonda le sue basi teoriche nella branca logopedica della motricità orofacciale alla quale vengono affiancate le conoscenze dell'apparato tegumentario e del processo di invecchiamento. La profonda conoscenza acquisita dall'esperienza della terapia miofunzionale rispetto alla muscolatura facciale e orale ha permesso di studiarne la correlazione tra miglioramento funzionale ed estetico. Ognuna delle alterazioni delle funzioni orali (respirazione, deglutizione, masticazione e articolazione) può generale un invecchiamento precoce che può essere ridotto, rallentato o fatto regredire mediante esercizi specifici che stimolino il movimento corretto della muscolatura sottostante.
Nella terapia miofunzionale estetica è fondamentale impostare un trattamento personalizzato che miri al riequilibrio della muscolatura orofacciale per ottenere la miglior funzione favorendo la microcircolazione e la tonificazione della muscolatura e al contempo ridurre i movimenti accessori.

## Dispositivi orali utilizzati
La terapia miofunzionale orofacciale si avvale in casi specifici di dispositivi orali (rigidi o elastici) diversi da quelli di stampo odontoiatrico. Infatti tali dispositivi non esercitano di per sé forze odontoiatriche ma vengono attivati dei movimenti contrattili della muscolatura orale e facciale. Questi dispositivi hanno l'obiettivo di portare il paziente a svolgere più volte un determinato movimento o a mantenere la posizione corretta, al fine di riprodurre tale condizione anche quando il dispositivo viene rimosso dalla cavità orale. Progressivamente l'uso del dispositivo dovrebbe essere ridotto temporalmente nel corso della giornata raggiungendo la condizione in cui il paziente riesce a mantenere autonomamente il corretto assetto.
L'uso, la tipologia e il fine di questi dispositivi nella TMF deve essere valutato e stabilito dall'équipe multidisciplinare dei professionisti coinvolti.

## Associazione ad altre terapie
La terapia miofunzionale orofacciale coinvolge molteplici figure professionali tra cui: odontoiatri, ortodontici, logopedisti, pediatri, chirurghi maxillo-facciali, foniatri e otorinolaringoiatri.
Questo tipo di terapia infatti è usato soprattutto nell'adulto e nell'adolescente come aiuto e sostegno alla terapia odontoiatrica effettuata mediante l'applicazione di dispositivi orali e come precedente riabilitativo agli interventi chirurgici orali. Tali interventi necessitano di un corretto assetto muscolare ed equilibrio delle forze intraorali affinché i risultati ottenuti si mantengano stabili nel tempo.
Nel bambino viene spesso associata alla terapia logopedica solitamente adottata per il recupero dei disturbi di linguaggio e/o di pronuncia e per il trattamento della deglutizione disfunzionale.